# 経皮的レーザー椎間板減圧術
経皮的レーザー椎間板減圧術（経皮的レーザー椎間板減圧術 PLDD法、/英：Percutaneous Laser Disc Decompression）とは、レーザーエネルギーにより椎間板内圧を低下させ、脊椎の神経根への圧迫を緩和させる椎間板ヘルニア治療法である。

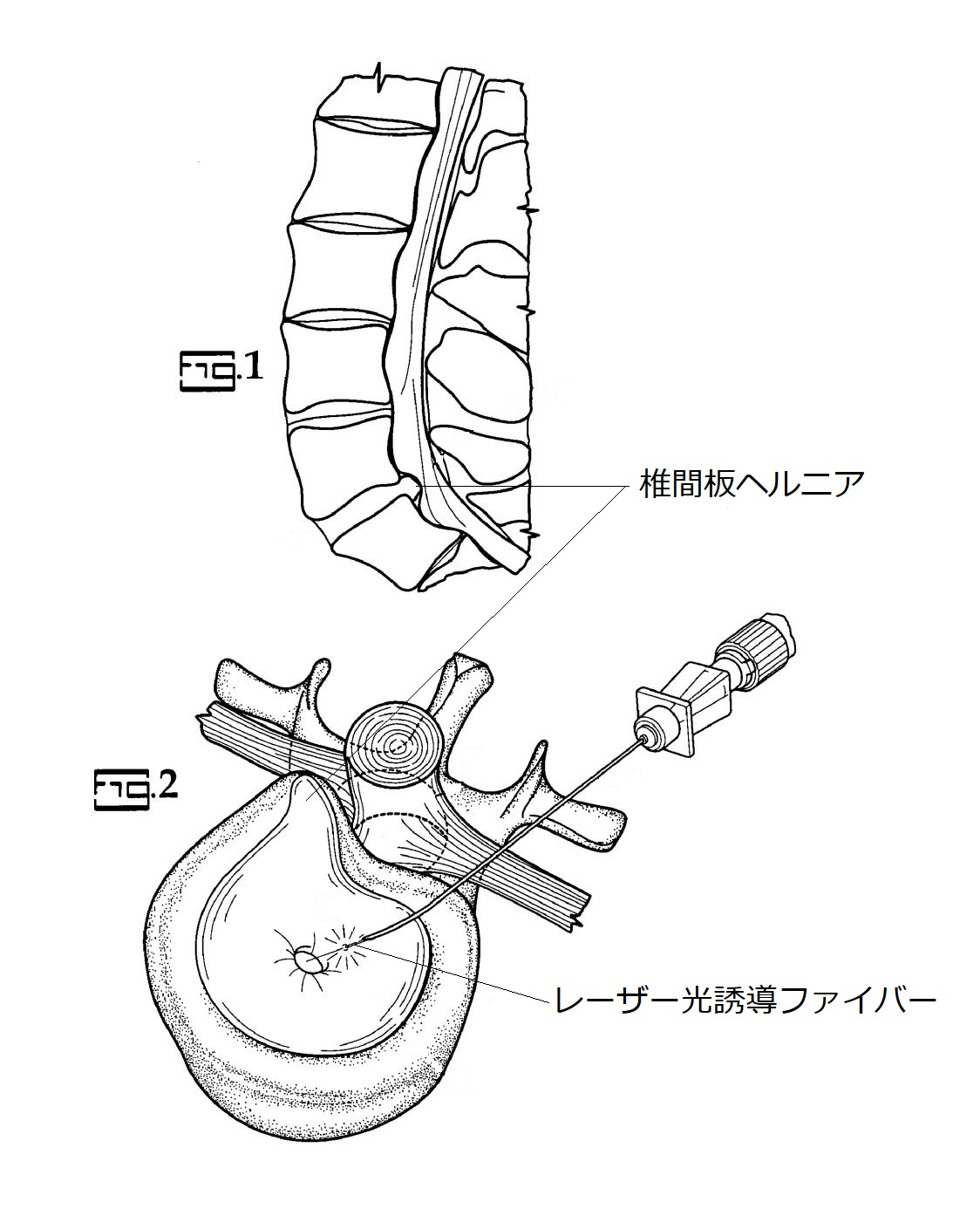
経皮的レーザー椎間板減圧術（PLDD）の図解

## 開発
1986年2月中旬、Peter AscherとDaniel Choyは、オーストリア・グラーツ大学脳神経外科において、最初の経皮的レーザー椎間板減圧術（PLDD）を実施した。1991年、米国でのPLDDの使用はFDAに承認された。
- 米国治療用機器の特許：Pub. No.: US8152796B2、Pub. Date: Apr 10, 2012

## 対象疾患・症状
- 椎間板ヘルニア

PLDD法は、椎間板ヘルニアによって引き起こされる腰痛を対応できる、低侵襲で安全かつ効果的な治療法の選択肢だと考えられている。日本では多くの患者が治療を受けているが、対象が椎間板ヘルニアのみである事、椎間板が潰れてすり減っているような場合には治療が適応でない可能性がある。

## 作用機序
PLDD法の作用機序は、Choyらによって発表されたレーザーの椎間板内蒸散により、負荷椎間板内圧が約 50%の減弱をみたという実験結果に依拠している。この椎間板内圧の減弱により間接的に神経根への圧迫が軽減され、神経症状の改善がもたらされるとしている。

## 治療効果
1986年以来、PLDDは世界中で使用され、椎間板が針による経皮的アクセスが胸椎のT1-T4以外に脊椎全体で手術が行われている。成功率は70 - 89%の範囲であり、合併症率、主に椎間板炎は0.3 - 1.0%の範囲である。成功した場合、通常の活動に戻るまでの平均時間は1週間である。23年後の長期追跡調査では、4 - 5%の再発率が得られる。

## 手法
一般的手技は、患者をＸ線透視台上に側臥位とし、前屈 の姿勢をとらせ椎間板腔を開大させる。次いで局所麻酔 下に腰背部正中から 4 横指上方より、経皮的にガイド針を椎間板腔に刺入する。X 線前後像と側面像で穿指針の先端を確認しながら、髄核中央付近に持っていく。あるいは，若干罹患側脱出髄核近傍におかれることもある。ガイド針内筒を抜去し、レーザー光誘導ファイバーを挿入しレーザーを照射するというものである。